# Episodi di Questo nostro amore (seconda stagione)
La seconda stagione della serie televisiva Questo nostro amore, composta da 12 episodi, è stata trasmessa in prima visione assoluta in Italia su Rai 1 dal 28 ottobre al 25 novembre 2014.
La stagione prende anche il nome di Questo nostro amore 70, dal periodo storico in cui è ambientata.
| nº | Titolo                               | Prima TV Italia  |
| -- | ------------------------------------ | ---------------- |
| 1  | Il finale di puntata                 | 28 ottobre 2014  |
| 2  | La montagna partorisce un motorino   | 4 novembre 2014  |
| 3  | Le coppie che scoppiano              | 11 novembre 2014 |
| 4  | Forti emozioni                       | 17 novembre 2014 |
| 5  | Amori e Dolori                       | 24 novembre 2014 |
| 6  | ...E vissero tutti felici e contenti | 25 novembre 2014 |

## Il finale di puntata

### Trama
Raggiungiamo casa Costa nei favolosi anni settanta, in cui molte cose sono cambiate. L'ex moglie di Vittorio si sposa, così da conferire a quest'ultimo e ad Anna un maggiore sollievo. Alla già numerosa famiglia si è aggiunto un piccolo arrivato: Marco Vittorio, figlio di Benedetta. Inoltre Marina si appresta ad affrontare il duro cammino del liceo classico, dove troverà il suo primo amore adolescenziale. I Costa e gli Strano sono diventati ottimi amici. Bernardo Strano torna dalla Germania, dove si era recato per lavoro, e anche lui trova piccole differenze in casa. Sua madre Teresa è diventata la segretaria in carriera del capo di suo padre Salvatore, il quale non digerisce questo ruolo della moglie, perché è ancora legato all'idea di donna casalinga, e soprattutto perché questa guadagna più di lui. Arriva al punto di licenziarsi e mettersi in affari con Vittorio Costa. I due infatti comprano una fabbrica di marmitte. Questo impiego li porterà a subire molti guai, ma sarà anche un luogo di ritrovo e confronto.

## La montagna partorisce un motorino

### Trama
Vittorio e Salvatore inaugurano la loro nuova fabbrica, un sogno che finalmente diventa realtà. Anna si appresta a conseguire l'esame della patente. La donna incontra Diego Regis, il suo ex fidanzato che non vedeva da moltissimo tempo. Il figlio di quest'ultimo, il piccolo Jerome, frequenta la classe di cui Anna è maestra. Per alcune carenze linguistiche del piccolo, Anna decide di dargli delle ripetizioni a casa, sotto invito di Diego. Intanto Fortunato frequenta il liceo con Marina, che si è invaghita di Patrizio, un giovane bello, ma un po' sciocco. Il fratello di Fortunato, Domenico, non va a scuola e ha preso un brutto vizio, quello di rubacchiare oggetti qua e là. A Torino arriva anche Alvaro, il cugino di Salvatore. Questi lavora in Svizzera, dove ha dovuto clandestinamente nascondere suo figlio Lorenzo per ben dodici anni. Lorenzo viene affidato ad Ugo Cerutti e ad Immacolata, che, desiderosa di un figlio, è contenta di accoglierlo in casa propria. Alla fabbrica di marmitte, Vittorio ha bisogno di una segretaria, perciò decide di assumere Emanuela, una donna affascinante che saprà svolgere ottimamente il suo lavoro. Teresa viene sempre più condizionata dalle idee progressiste e femministe di Ornella, che la porteranno a riflettere molto e a passare molte notti insonni.

## Le coppie che scoppiano

### Trama
Anna passa troppo tempo con Diego, mentre Vittorio con Emanuela. I due non trovano un punto di riconciliazione, e così Anna finisce col buttare fuori di casa suo marito. La stessa sorte tocca a Salvatore, che ha un'accesa discussione con la moglie Teresa. La donna è stufa del suo ruolo da casalinga, e finisce anche col gettare i vestiti del marito dal balcone. Così facendo, Vittorio e Salvatore si ritrovano a condividere la piccola soffitta del condominio per dormire. Anna viene invitata da Diego ad una rimpatriata di compagni di liceo a casa sua. I due alla fine della serata si baciano, e vengono visti da Vittorio che ritorna a piedi dal lavoro. Anna trova in Teresa una confidente, e le racconta del bacio con Diego. Intanto Salvatore e Teresa reincollano i pezzi del loro amore, ma non sarà così per Vittorio ed Anna. Alla fabbrica si guasta il macchinario che produce le marmitte. Salvatore si offre di andarlo a prendere in Germania, dove lo producono. Benedetta rivela a Luca di essere il padre di Marco Vittorio, ma questi rimane in silenzio e fugge sbigottito. Bernardo rimprovera Benedetta di non aver detto subito a Luca la verità e si preoccupa del futuro del piccolo Marco Vittorio. Il giovane continua, pieno di paure e punti interrogativi, la storia con Adele, che sembra essere il suo attuale amore.

## Forti emozioni

### Trama
Le emozioni sono molto forti in casa Costa. Vittorio rimane lontano da casa, a causa di una discussione e di uno schiaffo ricevuto da Anna. In qualche modo, rimane vicino alla sua segretaria Emanuela e, dorme in ufficio. Le loro figlie, organizzano una cenetta romantica per il loro anniversario, che si rivelerà un'altra occasione per litigare. Sarà davvero finita tra Vittorio Costa e Anna Ferraris? Benedetta e Bernardo non riescono a trovare un punto d'incontro. Benedetta e Luca, si incontrano e, quest'ultimo ha deciso di fare il padre. Bernardo, continua la sua storia con Adele, che gli affida anche la gestione della casa, durante la sua assenza. Lo stesso Bernardo festeggia il suo compleanno e, gli viene regalato un bellissimo orologio da polso dai genitori. Salvatore vende la sua macchina per saldare i debiti della fabbrica. A quest'ultimo, non va a genio che la moglie Teresa, con il suo stipendio porti avanti da sola tutto il ménage familiare. Almeno per loro, l'amore è eterno finché dura.

## Amori e Dolori

### Trama
I problemi di cuore continuano a tormentare Anna e Vittorio. Anna esce con Diego, mentre Vittorio va a letto con Emanuela. Quest'ultima gli cederà un piccolo bilocale, dove stare e dormire, molto meglio della fabbrica. Luca e Adele vengono rispettivamente presentati alle famiglie dei loro fidanzati. Mentre a casa Costa, la cena preparata con cura da Alberta è in frantumi e, nel pieno di un suo sfogo con la famiglia con i bigodini ancora in testa, arrivano Luca e Benedetta. La cena si rivelerà piacevole, così come dagli Strano. Benedetta, Luca, Adele e Bernardo decidono di fare una cena a quattro. Al termine di questa, Adele e Bernardo si lasciano, mentre Luca vuole che lui e Benedetta vivano insieme con il piccolo Marco. Salvatore è stressato e innervosito, così incomincia a dire agli operai di lavorare di più e, a farsi odiare da questi. Domenico vorrebbe diventare un ballerino di danza classica, ma il padre, burbero lo offende e gli strappa la calzamaglia. Il padre di Lorenzo, dovrà ritornare a prendere il figlio. Questo scappa con Marina, perché non vuole lasciare Torino, la ragazza e i suoi fittizi genitori: Immacolata ed Ugo. A seguire questi due è Domenico, che è arrabbiato con il padre e trova conforto nei due amici. Alla fabbrica, un operaio pressato da Salvatore, finisce per ferirsi una mano con un macchinario. Teresa scopre di essere incinta e non sa come dirlo al marito Salvatore; intanto se ne infischia di Ornella e delle sue idee e, a sua volta, trova conforto in Anna.

## ...E vissero tutti felici e contenti

### Trama
Un lieto fine accoglie tutti. I problemi alla fabbrica si risolvono, infatti Vittorio rinuncia a quattro milioni di lire per il brevetto. Egli finirà per mettersi in affari con un altro socio, che farà andare la fabbrica a gonfie vele. Durante una cena con i genitori di Luca, Benedetta rivela a tutti di non amarlo e che ha finto tutto. Lei si alza da tavola e corre da Bernardo. I due si abbracciano, tenendo stretto il piccolo Marco Vittorio e si giurano eterno amore. Lo stesso faranno Vittorio e Anna, che ritroveranno l'amore perduto di un tempo e si ricongiungeranno. Gisella, amica hostess di Benedetta capisce che non ama gli uomini e per questo si fidanza con una sua collega. Durante l'euforia in casa Strano, in seguito al salvataggio della fabbrica, Teresa dice a Salvatore di essere incinta. Salvatore e i ragazzi sono felicissimi e si mettono a cantare e ballare. Alvaro, capisce che il figlio Lorenzo sta bene a Torino e quindi non lo riporterà in Svizzera. Egli e la moglie andranno a Torino per vivere con il figlio. Intanto Salvatore apprezza le doti coreutiche di Domenico. Ugo ed Immacolata, a loro volta, aspettano un bambino e si augurano che sia spiritoso e intelligente come Lorenzo.